# Меру (Караш-Северін)
Меру (рум. Măru) — село у повіті Караш-Северін в Румунії. Входить до складу комуни Зевой.
Село розташоване на відстані 309 км на північний захід від Бухареста, 47 км на північний схід від Решиці, 100 км на схід від Тімішоари.

## Населення
За даними перепису населення 2002 року у селі проживали 1009 осіб, з них 1006 осіб (99,7%) румунів. Рідною мовою 1008 осіб (99,9%) назвали румунську.